# 야마다 히사시
야마다 히사시(일본어: 山田 久志, 1948년 7월 29일 ~ )는 일본의 전 프로 야구 선수이자 야구 감독, 야구 해설가·평론가이다.
현역 시절 12년 연속 개막전 선발 투수로 활약해 언더핸드 투수로서는 일본 프로 야구 최다인 통산 284승(240선발승으로 유일한 언더핸드 200선발승)을 기록했고, 일본 야구 관계자들로부터 사상 최고의 잠수함 투수(史上最高のサブマリン投手)라는 애칭을 얻기도 하였다.

## 인물

### 프로 입단 전
아키타현 노시로시 출신으로 고교 재학 시절에 자신의 수비 포지션인 3루수에서 투수로 전향, 2학년 여름에는 자신의 실책에 의한 끝내기 패배를 당해 고시엔 대회에 출전할 수 없었다. 고교 졸업 후 사회인 야구팀인 후지 제철 가마이시에서 활동하여 투구법을 사이드암에서 언더핸드로 바꾸었다.
1967년 프로 야구 드래프트 회의에서 니시테쓰 라이온스로부터 드래프트 11위로 지명을 받았지만 거부했고, 이듬해인 1968년 드래프트에서는 역대 최고이자 한큐 브레이브스로부터 1순위 지명을 받아 입단했다.

### 선수 시대
야마다가 입단했을 무렵의 한큐는 ‘요네카지’(ヨネカジ)라고 불린 요네다 데쓰야, 가지모토 다카오 외에도 이시이 시게오, 아다치 미쓰히로 등과 같은 일류 투수가 모인 투수 왕국에서 야마다는 불안을 느끼기도 했다. 그의 유연한 폼에서 계속 나오는 시속 150 km/h의 가까운 속구를 무기로 하여 프로 데뷔 2년째인 1970년에 첫 완봉 승리를 거두는 등 10승(8선발승)을 기록했다. 등번호가 25번에서 17번이 된 다음해인 1971년에는 22승(17선발승으로 아다치 미쓰히로(18선발승)에 이어 팀내 선발승 2위)을 기록하여 팀의 에이스 투수로 성장했지만, 같은 해 일본 시리즈인 센트럴 리그 우승 팀 요미우리 자이언츠와의 경기(3차전)에서는 오 사다하루에게 끝내기 홈런(3점 홈런)을 허용하면서 패전 투수가 되는 불명예를 안게 되었다.
그 패배의 본보기로 삼아 이듬해인 1972년에 시즌 최다인 20승을 기록하면서 다승왕 타이틀을 획득했지만(4구원승 포함이라 최다 선발승은 가네다 도메히로, 히가시오 오사무(이상 17선발승)에게 돌아감) 이후 갑작스런 무릎 부상으로 구속이 떨어지기 시작해 1973년부터 1975년까지 기대 이하의 성적 부진으로 침체가 계속되었다. 1975년에 한큐는 강속구 투수로 알려진 야마구치 다카시의 활약에 의해 팀은 창단 이후 처음으로 일본 시리즈 우승을 제패한 후 야마다는 12승(모두 선발) 10패, 95자책점, 평균자책점 4.32(평균자책점 부문 23위)라는 기대 이하의 성적을 기록하여 시즌을 마감했다. 같이 12승을 기록했던 야마구치(당시 10선발승)를 중용하는 구단 수뇌진의 방침에 대해 야마다로서는 납득할 수 없는 일로 받아들여 한 때는 은퇴를 생각했지만 구단의 만류로 현역 선수로 계속 뛰겠다는 결심을 하기도 했다.
야마다의 성적은 침체되고 있었지만, 이를 만회하기 위해 팀메이트인 아다치 미쓰히로를 본보기로 삼아 새로운 구질과 싱커를 연구하고 있었다. 당초 야마다는 직구 중심의 피칭에 한계를 느끼기 시작했을 무렵 아다치의 싱커 던지는 방법을 가르쳐 달라고 청하기도 하였지만, 아다치는 “직구가 통용될 때는 싱커는 던지지 말아라”라고 말해 가르쳐 주지 않았다고 한다. 야마다는 아다치가 자주 던지는 싱커를 몰래 동작을 취하는 등 매일 같이 연구를 거듭하여 이후에 아다치도 마지막에는 힌트를 가르쳐 주게 되었다. 구종인 싱커를 사용하기 시작한 것은 1976년에 시즌 최다인 26승을 기록하여 다승왕 타이틀을 차지하는 등(7구원승 포함이라 최다 선발승은 야마우치 신이치(20선발승)에게 돌아감) 팀의 에이스 투수로서 부활했다. 데뷔 이후 통산 두 번째의 다승왕 타이틀(모두 최다 선발승과 거리가 멈)을 획득하면서 그 해부터 일본 프로 야구 사상 최초인 3년 연속 MVP(3년 연속 MVP를 달성한 것은 야마다 외에 이치로)를 석권했다. 1979년 통산 세 번째인 21승(19선발승)을 기록하여 3년 만에 다승왕 타이틀(최다 선발승으로 치자면 첫 번째)을 획득했다.
1982년 4월 29일, 롯데 오리온스 전에서 언더핸드 투수로서는 미나가와 무쓰오에 이은 개인 통산 200승(당시 160선발승)을 달성(200선발승은 1985년 5월 11일 난카이 호크스 전에서 기록)했다. 이 경기에서 야마다는 롯데의 간판 타자인 오치아이 히로미쓰를 상대로 3개의 홈런을 허용하여 오치아이는 야마다가 던진 3개 모두 싱커를 노려 홈런을 기록했다. 비록 표적이 되고 있어도 자신있는 구종으로 어디까지나 도전하는 모습에 대해 에나쓰 유타카는 이 광경을 보면서 “이것이야말로 프로의 대결”이라고 감탄했다. 1984년에 팀은 리그 우승을 제패하였으나 정규 시즌 도중 무릎에 타구를 맞아 전력을 이탈해 14승(13선발승) 4패라는 시즌 성적을 기록했지만 우에다 도시하루 감독은 시즌 최다승인 21승과 2.93의 평균자책점을 기록한 이마이 유타로를 일본 시리즈 1차전 선발 투수로 기용되었다.
1975년부터 1986년까지 일본 프로 야구 신기록인 12년 연속 개막전 선발 투수로 활약했다. 그러나 기록 경신이 걸려있는 1987년에 한큐의 개막전 선발 투수는 사토 요시노리였는데 그 해의 스프링 캠프와 시범 경기에서 예전에 비해 컨디션이 떨어졌지만 시범 경기에서 컨디션이 오르지 않은 것은 예전의 일이었기 때문에 야마다 본인은 그다지 신경쓰지 않았다고 한다. 그러나 우에다 감독이 언론에서 “올해의 야마다는 평상시와는 다르다”라고 말한 것을 알아채며 “감독이 좋다고 생각한다면 그렇게 해도 좋다”라고 이야기하였다. 같은 해 세이부 라이온스의 기요하라 가즈히로를 상대로 개인 통산 2000탈삼진을 달성했지만 시즌 성적이 7승으로 끝나면서 17년간 계속되었던 연속 두 자릿수 승리 기록(당시 10선발승 이상 - 71년 17, 72년 16, 73년 12, 75년 12, 76년 19, 77년 14, 78년 16, 79년 19, 80년 10, 81년 11, 82년 14, 83년 14, 84년 13, 85년 17, 86년 14)도 마감했다.
이듬해인 1988년에 제구력 난조와 컨디션 저하로 인해 4승 10패라는 최악의 성적을 기록하며 결국 통산 300승 문턱에 다가서지 못한 채 통산 284승(240선발승) 166패, 2058탈삼진, 3.18의 평균자책점 등을 기록하여 20년간의 선수 생활을 은퇴했다. 야마다의 현역 생활 마지막 경기는 10월 23일 한큐 니시노미야 구장에서 열린 한큐 브레이브스의 정규 시즌 마지막 경기(롯데 오리온스 전)에 선발 투수로 등판, 야마다는 완투승을 기록하여(통산 284승째) 동료 선수들과 코칭 스태프들로부터 헹가래를 받았다. 구단의 운영 모체인 한큐 전철에서 오릭스로 바뀐 것으로부터 야마다의 등번호인 17번은 구단의 영구 결번으로 제정되지 않은 데 대해 팬들로부터 거센 비난을 받기도 했다. 오릭스로 팀명이 바뀐 1989년 3월 경에 있은 요미우리 자이언츠와의 시범 경기(니시노미야 구장)에서의 가진 은퇴 기념 경기에서 야마다는 팀 동료들과 달리 후쿠모토 유타카와 함께 오릭스의 유니폼 대신 한큐의 유니폼을 입고 뛰었다(다만 오릭스의 코치로서 잔류한 후쿠모토는 은퇴식 당시에 오릭스의 유니폼으로 갈아 입기도 했다).
통산 284승은 언더핸드 투수로서는 프로 야구 최다승 기록이다. 그러나 일본 시리즈의 경우 통산 최다 피홈런(23개), 시리즈 타이 기록인 최다 자책점을 두 차례(1976년, 1978년의 12자책점) 기록, 시리즈 최다 패전 타이 기록(1984년의 3패, 그 밖에 1956년의 벳쇼 다케히코, 1964년의 무라야마 미노루) 등을 가질 정도의 불명예스러운 기록도 갖고 있다. 다만 1984년에 3패를 기록한 것 중 2패는 완투 패전에서, 나머지 1패(제7차전)도 7회 도중까지 3실점을 기록했다. 일본 시리즈와는 대조적으로 올스타전에서는 강한 면모를 보여주었는데 통산 7승은 올스타전 기록이고, 패전 투수는 한 번도 된 적이 없어 10할의 승률을 기록했다.

### 감독·야구 해설가 시대
1989년부터 NHK 야구 해설 위원, 닛칸 스포츠의 야구 해설위원과 평론가를 역임했다. 1989년 드래프트 회의에서는 한신 타이거스로부터 1순위 지명을 받아 입단하여 다른 야구 평론가들로부터 “저런 선수는 쓸모가 없지 않느냐”라고 혹평을 받고 있던 가사이 미노루를 입단 초부터 “야구계를 대표하는 언더핸드 투수가 되는 선수”라고 야구 평론가들 중에서는 유일하게 높은 평가를 주기도 했다. 1994년에는 오릭스 블루웨이브의 투수 코치로 발탁되었는데 실적도 있어 이론적으로 지도할 수 있는 코치로서 선수들로부터 신뢰를 받았다는 높은 평가를 받았다. 그러나 투수 기용을 놓고 오기 아키라 감독과의 의견 충돌로 대립을 일으키는 등 1996년 시즌 종료 후 오릭스 투수 코치직에 물러났다.
1997년부터 다시 NHK와 닛칸 스포츠의 야구 해설위원·평론가로 복귀했고, 1999년부터 호시노 센이치 감독의 지휘하에 주니치 드래건스의 투수 코치로 부임했다. 그 전에 요미우리 자이언츠의 나가시마 시게오 감독으로부터 투수 코치로 있어달라는 권유를 받았지만 부인의 병세를 이유로 거절했다. 그러나 호시노 감독의 강한 설득으로 주니치의 투수 코치로 부임하면서 투수 코치로서는 수완을 발휘해 당시 이와세 히토키의 투구 폼을 교정시키는 등 이와세를 리그를 대표하는 구원 투수로 길러내기도 했다.
2001년에 수석 코치를 겸임한 후 시즌 종료 후 호시노 감독의 후임으로 주니치의 차기 감독으로 부임, 그러나 이듬해인 2003년에는 성적 부진으로 인해 원정의 히로시마에서 휴양 생활을 하였다(사실상의 경질). 감독으로서는 성공하지는 않았지만 오릭스 시절의 제자였던 히라이 마사후미를 부활시킨 것과 포지션이 고정되지 않았던 후쿠도메 고스케를 외야로 고정시킨 것 외에도 아라키 마사히로나 이바타 히로카즈를 계속 주전으로 출전시킨 것 등 후의 주니치 약진의 기초를 쌓아올렸다는 평가를 받기도 했다.
주니치 감독을 사임한 후 현역 은퇴한 선수들로 구성된 프로 야구 마스터스 리그인 ‘오사카 로만스’의 주전 선수로 활약을 했고 현재 주부닛폰 방송의 야구 해설위원, 닛칸 스포츠 야구 평론가로 활동하고 있으며, 선수 시절 통산 284승을 기록한 공로로 일본 프로 야구 명구회 회원(투수는 통산 200승, 또는 200세이브, 타자는 2000안타 이상을 기록하면 가입 가능)으로 가입하여 야구 교실이나 강연 등 야구와 관련된 대외 활동을 하고 있다. 2005년부터는 오릭스 OB회 회장을 맡고 있으며 2006년에는 일본 야구 명예의 전당에 헌액되었다.
2009년에 하라 다쓰노리 감독이 이끄는 월드 베이스볼 클래식 일본 대표팀의 투수 코치로 부임하여 투수 선정과 투수 기용에 대해서는 하라 감독으로부터 거의 전권이 위임되고 있었다. WBC의 투수의 투구 제한 규정에 부담을 안게되었지만 원래는 선발 투수인 다르빗슈 유를 구원 투수로 기용하는 등 대담한 투수 기용과 단투책을 구사해 팀을 2회 연속 우승을 이끌기도 했다.

## 상세 정보

### 출신 학교
- 아키타 현립 노시로 고등학교

### 선수 경력
사회인 시대
- 후지 제철 가마이시

프로팀 경력
- 한큐 브레이브스(1969년 ~ 1988년)

### 지도자·기타 경력
- NHK·닛칸 스포츠 야구 해설위원(1989년 ~ 1993년, 1997년 ~ 1998년)
- 오릭스 블루웨이브 투수 코치(1994년 ~ 1996년)
- 주니치 드래건스 투수 코치·수석 코치(1999년 ~ 2001년)
- 주니치 드래건스 감독(2002년 ~ 2003년)
- CBC·닛칸 스포츠 야구 해설위원(2004년 ~ )
- 월드 베이스볼 클래식 일본 대표팀 투수 코치(2009년)

### 수상·타이틀 경력

#### 타이틀
- 다승왕 : 3회(1972년, 1976년, 1979년)
- 최다 선발승 : 1회(1979년)(19선발승)
- 최우수 평균 자책점 : 2회(1971년, 1977년)
- 최고 승률 : 4회(1971년, 1976년, 1978년, 1979년)

#### 수상
- MVP : 3회(1976년 ~ 1978년) ※3년 연속 MVP 선정은 일본 프로 야구 기록
- 베스트 나인 : 5회(1971년, 1972년, 1976년, 1977년, 1979년)
- 다이아몬드 글러브상 : 5회(1977년 ~ 1979년, 1981년, 1982년)
- 월간 MVP : 3회(1979년 7월, 1981년 8월, 1984년 5월)
- 퍼시픽 리그 플레이오프 MVP : 1회(1977년)
- 일본 시리즈 MVP : 1회(1977년)
- 일본 시리즈 감투상 : 1회(1971년)
- 일본 시리즈 최우수 투수상 : 1회(1975년)
- 일본 야구 명예의 전당 헌액자(2006년)

### 주요 기록

#### 정규 시즌
- 12년 연속 개막전 투수(1975년 ~ 1986년) ※일본 프로 야구 기록.
- 시즌 피홈런 : 42개(1985년) ※퍼시픽 리그 타이 기록.

#### 일본 시리즈
- 통산 패전 : 9패(시리즈 기록)
- 통산 피안타 : 122개(시리즈 기록)
- 통산 피홈런 : 23개(시리즈 기록)
- 시리즈 패전 : 3패(1984년) ※시리즈 타이 기록.
- 시리즈 피홈런 : 6개(1978년) ※시리즈 기록.
- 시리즈 자책점 : 12(1976년, 1978년) ※시리즈 타이 기록.
- 1경기 투구수 : 169개(1978년 1차전)
- 1경기 피안타 : 14개(1978년 5차전) ※시리즈 기록.

#### 올스타전
- 출장 횟수 : 13회(1971년 ~ 1972년, 1974년 ~ 1979년, 1981년 ~ 1982년, 1985년 ~ 1987년)[3]
- 통산 승리 : 7승(올스타전 기록)

### 등번호
- 25(1969년 ~ 1970년)
- 17(1971년 ~ 1988년)
- 67(1994년)
- 71(1995년 ~ 1996년, 2002년 ~ 2003년)
- 75(1999년 ~ 2001년)

### 연도별 투수 성적
| 연 도       | 소 속       | 등 판 | 선 발 | 완 투 | 완 봉 | 무 4 구 | 승 리 | 패 전 | 세 이 브 | 홀 드 | 승 률 | 타 자 | 이 닝  | 피 안 타 | 피 홈 런 | 볼 넷 | 고 4 | 몸 맞 | 탈 삼 진 | 폭 투 | 보 크 | 실 점 | 자 책 점 | 평 자 책 | W H I P |
| ----------- | ----------- | ----- | ----- | ----- | ----- | ------- | ----- | ----- | -------- | ----- | ----- | ----- | ------ | -------- | -------- | ----- | ---- | ----- | -------- | ----- | ----- | ----- | -------- | -------- | ------- |
| 1969년      | 한큐        | 7     | 1     | 0     | 0     | 0       | 0     | 1     | --       | --    | .000  | 45    | 9.2    | 14       | 1        | 1     | 0    | 1     | 6        | 0     | 0     | 6     | 6        | 5.40     | 1.55    |
| 1970년      | 한큐        | 52    | 18    | 9     | 3     | 1       | 10    | 17    | --       | --    | .370  | 765   | 189.0  | 156      | 29       | 52    | 2    | 9     | 162      | 1     | 1     | 75    | 67       | 3.19     | 1.10    |
| 1971년      | 한큐        | 46    | 31    | 16    | 6     | 3       | 22    | 6     | --       | --    | .786  | 1064  | 270.0  | 195      | 37       | 64    | 6    | 6     | 189      | 0     | 0     | 80    | 71       | 2.37     | 0.96    |
| 1972년      | 한큐        | 43    | 27    | 15    | 3     | 1       | 20    | 8     | --       | --    | .714  | 928   | 231.0  | 186      | 29       | 52    | 5    | 8     | 142      | 3     | 1     | 85    | 79       | 3.08     | 1.03    |
| 1973년      | 한큐        | 36    | 26    | 12    | 1     | 1       | 15    | 10    | --       | --    | .600  | 845   | 207.1  | 194      | 32       | 47    | 2    | 3     | 99       | 1     | 1     | 89    | 82       | 3.57     | 1.16    |
| 1974년      | 한큐        | 41    | 7     | 4     | 0     | 0       | 11    | 6     | 11       | --    | .647  | 534   | 130.0  | 103      | 18       | 36    | 5    | 3     | 78       | 0     | 1     | 46    | 44       | 3.05     | 1.07    |
| 1975년      | 한큐        | 31    | 25    | 16    | 2     | 3       | 12    | 10    | 2        | --    | .545  | 827   | 198.0  | 202      | 36       | 42    | 2    | 9     | 114      | 1     | 0     | 97    | 95       | 4.32     | 1.23    |
| 1976년      | 한큐        | 39    | 27    | 23    | 5     | 3       | 26    | 7     | 5        | --    | .788  | 1020  | 259.2  | 217      | 20       | 48    | 1    | 4     | 143      | 2     | 0     | 74    | 69       | 2.39     | 1.02    |
| 1977년      | 한큐        | 44    | 25    | 20    | 1     | 3       | 16    | 10    | 7        | --    | .615  | 960   | 240.2  | 204      | 19       | 46    | 2    | 9     | 132      | 2     | 1     | 70    | 61       | 2.28     | 1.04    |
| 1978년      | 한큐        | 35    | 25    | 20    | 1     | 5       | 18    | 4     | 4        | --    | .818  | 889   | 219.2  | 188      | 23       | 40    | 1    | 11    | 117      | 1     | 0     | 79    | 65       | 2.66     | 1.04    |
| 1979년      | 한큐        | 36    | 27    | 20    | 3     | 2       | 21    | 5     | 4        | --    | .808  | 973   | 237.0  | 211      | 17       | 64    | 4    | 9     | 115      | 1     | 0     | 81    | 72       | 2.73     | 1.16    |
| 1980년      | 한큐        | 30    | 22    | 18    | 1     | 2       | 13    | 10    | 1        | --    | .565  | 823   | 200.2  | 172      | 28       | 59    | 6    | 5     | 112      | 0     | 0     | 84    | 66       | 2.96     | 1.15    |
| 1981년      | 한큐        | 34    | 22    | 17    | 1     | 2       | 13    | 12    | 5        | --    | .520  | 832   | 208.0  | 172      | 24       | 45    | 1    | 9     | 114      | 1     | 0     | 78    | 68       | 2.94     | 1.04    |
| 1982년      | 한큐        | 33    | 25    | 17    | 0     | 2       | 16    | 9     | 4        | --    | .640  | 902   | 218.0  | 204      | 30       | 65    | 5    | 9     | 97       | 0     | 0     | 90    | 75       | 3.10     | 1.23    |
| 1983년      | 한큐        | 28    | 27    | 21    | 1     | 6       | 14    | 11    | 0        | --    | .560  | 894   | 214.1  | 223      | 20       | 46    | 1    | 7     | 90       | 1     | 0     | 95    | 79       | 3.32     | 1.26    |
| 1984년      | 한큐        | 24    | 21    | 14    | 2     | 4       | 14    | 4     | 0        | --    | .778  | 682   | 167.2  | 156      | 19       | 39    | 0    | 7     | 60       | 0     | 0     | 67    | 61       | 3.27     | 1.16    |
| 1985년      | 한큐        | 30    | 29    | 16    | 1     | 1       | 18    | 10    | 0        | --    | .643  | 926   | 222.1  | 216      | 42       | 54    | 0    | 10    | 104      | 0     | 0     | 118   | 107      | 4.33     | 1.21    |
| 1986년      | 한큐        | 28    | 28    | 15    | 0     | 2       | 14    | 9     | 0        | --    | .609  | 877   | 210.1  | 208      | 28       | 46    | 0    | 12    | 105      | 0     | 0     | 99    | 89       | 3.81     | 1.21    |
| 1987년      | 한큐        | 17    | 15    | 5     | 0     | 0       | 7     | 7     | 0        | --    | .500  | 474   | 113.2  | 113      | 18       | 35    | 1    | 2     | 36       | 0     | 0     | 57    | 47       | 3.72     | 1.30    |
| 1988년      | 한큐        | 20    | 19    | 5     | 0     | 1       | 4     | 10    | 0        | --    | .286  | 490   | 118.0  | 125      | 20       | 28    | 3    | 2     | 43       | 0     | 0     | 68    | 64       | 4.88     | 1.30    |
| 통산 : 20년 | 통산 : 20년 | 654   | 447   | 283   | 31    | 42      | 284   | 166   | 43       | --    | .631  | 15750 | 3865.0 | 3459     | 490      | 909   | 47   | 135   | 2058     | 14    | 5     | 1538  | 1367     | 3.18     | 1.13    |

- 굵은 글씨는 시즌 최고 성적.

### 감독으로서의 팀 성적
| 연도       | 소속       | 순위       | 경기 | 승리 | 패전 | 무승부 | 승률 | 승차          | 팀 홈런       | 팀 타율       | 팀 평균자책점 | 연령          |
| ---------- | ---------- | ---------- | ---- | ---- | ---- | ------ | ---- | ------------- | ------------- | ------------- | ------------- | ------------- |
| 2002년     | 주니치     | 3위        | 140  | 69   | 66   | 5      | .511 | 15.5          | 125           | .257          | 3.19          | 54세          |
| 2003년     | 주니치     | 2위        | 140  | 73   | 66   | 1      | .525 | 14.5          | 137           | .268          | 3.80          | 55세          |
| 통산 : 2년 | 통산 : 2년 | 통산 : 2년 | 260  | 142  | 132  | 6      | .518 | A클래스 : 2회 | A클래스 : 2회 | A클래스 : 2회 | A클래스 : 2회 | A클래스 : 2회 |

1. 2001년부터 2004년까지는 140경기제.
2. 2003년은 20경기를 남기면서 휴양 생활을 가졌고, 이후 사사키 교스케가 감독 대행을 맡았음.
3. 통산 성적은 2003년 휴양 후의 20경기를 포함하지 않음.